# Saint-Julien-de-la-Liègue
Saint-Julien-de-la-Liègue è un comune francese di 457 abitanti situato nel dipartimento dell'Eure nella regione della Normandia.

## Società

### Evoluzione demografica
Abitanti censiti